# Umeå Shakespearesällskap
Umeå Shakespearesällskap var 1952–1972 en fri teatergrupp i Umeå. Teaterpedagogen Margreta Söderwall samlade i Umeå Shakespearesällskap unga mellan 10 och 18 år och de spelade upp Shakespeare på allvar. I premiären våren 1952 spelades ett urval förkortade scener från bland andra ”Romeo och Julia”, ”En midsommarnattsdröm” och "Macbeth”. Det blev under teatergruppens livstid 40 uppsättningar med närmare 300 föreställningar, inräknat turnéerna i Norrland, till Vasa teater, till Stockholm och Malmö. En jubileumsbok om åren i Umeå Shakespearesällskap 1952–72, ”Barn och ungdom i skapande verksamhet”, publicerades 1973.
Några teaterprofiler som varit med i sällskapet är regissören Arne Berggren, författaren Henrik Bramsjö, koreografen Birgitta Egerbladh, författaren Magnus Florin, skådespelaren Pia Johansson, författaren Peter Kihlgård, skådespelaren Karin Larsson, författaren Stig Larsson, TV-personligheten Staffan Ling, dansaren/koreografen Hans Marklund, filmregissören Åke Sandgren och skådespelaren Hans Wigren.
Ur resterna av Umeå Shakespearesällskap bildades 1974 Ögonblicksteatern.